# Máquina voadora de Besnier

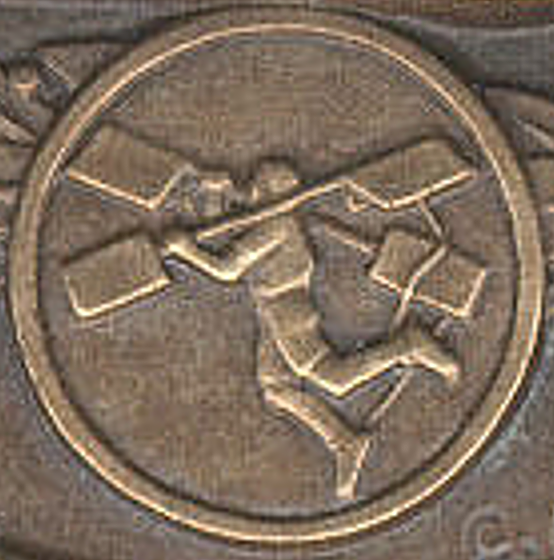
A máquina voadora de Besnier, de 1678.

A máquina voadora de Besnier, foi na verdade um projeto desenhado em 1678 por um serralheiro francês chamado Besnier.

## Características
O grande diferencial desse seu projeto em relação aos contemporâneos, como Jacques Desforges (1723–1791), foi o de ter reconhecido que ele não tinha os materiais necessários para construir um artefato que o fizesse levantar voo.
Ao invés disso, o serralheiro desenhou um artefato conceitual, composto de duas hastes de madeira colocadas sobre os ombros nas quais em cada uma foram montados dois pares de asas em cada extremidade. As hastes em uma das extremidades também eram presas aos tornozelos do "piloto" com a intenção de ajudar no movimento de "bater as asas".